# Französische Badmintonmeisterschaft 1995
Die Französische Badmintonmeisterschaft 1995 fand in Perpignan statt. Es war die 46. Austragung der nationalen Titelkämpfe im Badminton in Frankreich.

## Titelträger
| Disziplin    | Sieger                            |
| ------------ | --------------------------------- |
| Herreneinzel | Jean-Frédéric Massias             |
| Dameneinzel  | Sandra Dimbour                    |
| Herrendoppel | Manuel Dubrulle Vincent Laigle    |
| Damendoppel  | Christelle Mol Tatiana Vattier    |
| Mixed        | Manuel Dubrulle Virginie Delvingt |